# Врана (фамилия)
Вижте пояснителната страница за други значения на Врана.
Врана (на гръцки: Βρανάς, Вранас) е фамилно име на византийска династична знат, засвидетелствано от византийския и османския период, което все още се използва в Гърция. През византийския период фамилията Врана става забележителна от XI век до края на империята.
Славянският произход на името на фамилията ( - черен, μέλας, niger) дава основание на немалко учени да приемат и славянския произход на самата фамилия. Професор Иван Божилов е установил в периода XI-XV век 42-ма души с фамилното име Врана. Макар че социалната характеристика на тези лица е твърде пъстра, вероятно голяма част от тях са роднини. Разцветът на фамилията се отнася към XIII-XIV век, когато тя влиза с брачни връзки с представители на големите византийски фамилии Комнини, Палеолози, Кантакузини, Асеневци, Ласкариди, Дука, Ангел, Торник.